# 米原市立米原小学校
米原市立米原小学校（まいばらしりつ まいばらしょうがっこう）は、滋賀県米原市入江にある公立小学校。略称は「米小」（まいしょう）。

## 概要
木造で老朽化が進行していた米原町立米原小学校、入江小学校の統合校として1986年に開校した。校地は両校の中間に位置する入江干拓地が選定され、旧米原小学校は「坂田郡少年センター」の一部として、旧入江小学校の跡地は「エクシブ琵琶湖」ホテルとして転用された。1996年には隣接地に米原中学校が開校し、1999年には学校給食センターが竣工するなど一帯は文教地区として機能している。

## 沿革
- 1947年（昭和22年）4月 - 学制改革により、従来の国民学校を廃止し、米原町立米原小学校、入江小学校が開校。
- 1976年（昭和51年） - 米原小学校の新築請願書が出される。
- 1977年（昭和52年） - 入江小学校の新築請願書が出される。
- 1982年（昭和57年）2月 - 「米原小学校、入江小学校の改築に関する調査」が財団法人滋賀教育研究所に委託して実施。
- 1982年（昭和57年）5月 - 同調査が「統合が最善」と報告。
- 1985年（昭和60年）7月 - 起工式を実施。
- 1986年（昭和61年）3月 - 米原小学校の新校舎が竣工。旧米原小学校、入江小学校が閉校。
- 1986年（昭和61年）4月 - 米原町立米原小学校が開校。
- 2005年（平成17年）2月 - 坂田郡3町の合併に伴い米原市立米原小学校へ改称。

## 通学区域
- 梅ヶ原、米原、下多良、中多良、上多良、入江、朝妻筑摩、磯、梅ヶ原栄、米原西、下多良一丁目、下多良二丁目、下多良三丁目、中多良一丁目、中多良二丁目[1]。

## 主な進学先
- 米原市立米原中学校

## 交通アクセス
- 東海道本線・北陸本線・東海道新幹線・近江鉄道本線 米原駅下車

## 周辺施設
- 米原市立米原中学校
- 米原市役所
- 米原市西部給食センター
- フレンドマート米原駅前店

## 著名な出身者
- 土田龍空（プロ野球選手）